# Therasea augustipennis
Therasea augustipennis är en fjärilsart som beskrevs av Augustus Radcliffe Grote 1875. Therasea augustipennis ingår i släktet Therasea och familjen nattflyn. Inga underarter finns listade i Catalogue of Life.